# Lygosoma haroldyoungi
Espèce
Synonymes
- Riopa haroldyoungi Taylor 1962

Statut de conservation UICN

 LC  : Préoccupation mineure
Lygosoma haroldyoungi est une espèce de sauriens de la famille des Scincidae.

## Répartition
Cette espèce se rencontre :
- au Laos ;
- en Thaïlande.

## Étymologie
Cette espèce est nommée en l'honneur d'Harold Young, qui a collecté le spécimen type.

## Publication originale
- Taylor, 1962 : New oriental reptiles. University of Kansas science bulletin, vol. 43, no 7, p. 209-263 (texte intégral).